# Austriaccy posłowie do Parlamentu Europejskiego 1995–1996
Austriaccy posłowie IV kadencji do Parlamentu Europejskiego delegacji krajowej sprawowali mandaty od 1 stycznia 1995, tj. od daty akcesji Austrii do Unii Europejskiej, do 10 listopada 1996. Byli przedstawicielami krajowego parlamentu. Zostali zastąpieni przez deputowanych wybranych w bezpośrednich wyborach przeprowadzonych 13 października 1996.

## Lista posłów
Austriacka Partia Ludowa
- Gerfrid Gaigg, do 24 stycznia 1996
- Friedrich König, do 2 października 1996
- Milan Linzer
- Reinhard Rack
- Paul Rübig, od 25 stycznia 1996
- Agnes Schierhuber
- Michael Spindelegger, do 25 października 1996

Socjaldemokratyczna Partia Austrii
- Herbert Bösch
- Irene Crepaz
- Erich Farthofer
- Ilona Graenitz
- Hilde Hawlicek
- Elisabeth Hlavac
- Albrecht Konecny, od 11 lipca 1995
- Erhard Meier
- Walter Posch, do 30 czerwca 1995

Wolnościowa Partia Austrii
- Wolfgang Jung, od 26 kwietnia 1996
- Franz Linser, od 26 kwietnia 1996
- Klaus Lukas, od 17 stycznia 1996
- Wolfgang Nußbaumer
- Mathias Reichhold, do 14 stycznia 1996
- Susanne Riess, do 25 kwietnia 1996
- Erich Schreiner
- Karl Schweitzer, do 25 kwietnia 1996

Zieloni
- Johannes Voggenhuber

Forum Liberalne
- Martina Gredler